# Svetla Ocetova
Svetla Hristova Ocetova (in bulgaro Светла Христова Оцетова?; 23 novembre 1950) è un'ex canottiera bulgara.

## Palmarès

### Olimpiadi
- 1 medaglia:
  - 1 oro (Montréal 1976 nel due di coppia)

### Mondiali
- 4 medaglie:
  - 1 oro (Karapiro 1978 nel due di coppia)
  - 2 argenti (Amsterdam 1977 nel due di coppia; Bled 1979 nel due di coppia)
  - 1 bronzo (Nottingham 1975 nel due di coppia)